# Malineski razgovori
Malineski razgovori bili su niz od pet neformalnih ekumenskih razgovora održanih od 1921. do 1927. koji su propitivali mogućnosti zajedničkog ujedinjenja Katoličke Crkve i Anglikanske zajednice.
Razgovori vuku korijen iz slučajna susreta francuskog lazarista Fernanda Portala i engleskog državnika lorda Charlesa Wooda, drugog vikonta Halifaxa, u Funchalu na otoku Madeiri (1889.). Zajedno su se predstavili kardinalu Désiréu Mercieru, nadbiskupu Malinesa, 19. listopada 1921. godine. Wood je tada zamolio Merciera da organizira razgovore između predstavnika anglikanske zajednice i Katoličke Crkve.
Sastanci su održavani u salonu nadbiskupske palače u Malinesu. Ukupno je bilo pet konferencija.

## Kronologija
Prva konferencija (6. – 8. prosinca 1921.)
Na konferenciji su sudjelovali s anglikanske strane Charles Wood, biskup Walter Frere i dekan Armitage Robinson. S katoličke su strane bili kardinal Désiré Mercier, njegov generalni vikar Jozef-Ernest van Roey i Fernanda Portal.
Druga konferencija (14. – 15. ožujka 1923.)
Sudjelovale su iste osobe kao i na prvoj konferenciji. Na ovoj su konferenciji obje strane imale odobrenje svojih vrhovnih vlasti. Kardinal Mercier je primio pismo državnog tajnika kardinala Gasparrija kojim je Sveta Stolica odobrila ove razgovore. Također su i anglikanski sudionici dobili pristanak od canteburyjskog nadbiskupa Davidsona.
Treća konferencija (7. – 8. studenog 1923.)
U ovoj konferenciji objema skupina dodana su po dva člana. Anglikanskoj strani pridružio se biskup Charles Gore i Hemmer Kidd. Katoličkoj su se strani pridružili Pierre Batiffol i opat Hippolyte Hemmer.
Četvrta konferencija (19. – 20. svibnja 1925.)
S obje strane sudjeluju iste osobe kao i na trećoj konferenciji. U konzistorijalnoj alokuciji, 24. ožujka 1924., papa je izrazio svoju simpatiju za ovaj napor u korist sjedinjenja.
Peta konferencija (11. – 12. listopada 1926.)
Dana 23. siječnja 1926. umro je kardinal Mercier, a zatim i otac Portal 19. lipnja iste godine. Od katolika su tako ostali van Roey, Batiffol i Hemmer. Od anglikanaca su ostali Lord Halifax, Kidd i Frere. Razgovorima je predsjedao je novi malineski nadbiskup van Roey.
Već tada u katoličkim i anglikanskim krugovima počelo se gledati negativno na tijek razgovora. Strane su zamjerale postavku po kojoj bi se u budućnosti gledalo na anglikansku crkvu kao „sjedinjenu, a ne apsorbiranu”. U siječnju 1928. papa Pio XI. izdaje encikliku Mortalium animos u kojoj se neizravno osuđuju Malineski razgovori. Dva mjeseca kasnije L’Osservatore Romano izvješćuje kako daljnjih razgovora više neće biti.

### Članci
- Barišić, Jerko. 1997. Razgovori u Malinesu. Crkva u svijetu. Sveučilište u Splitu - Katolički bogoslovni fakultet. Split. 12 (2): 157–167